# Гарбзен
Гарбзен (њем. Garbsen) град је у њемачкој савезној држави Доња Саксонија. Једно је од 21 општинског средишта округа Регион Хановер. Према процјени из 2010. у граду је живјело 62.000 становника. Посједује регионалну шифру (AGS) 3241005.

## Географски и демографски подаци
Гарбзен се налази у савезној држави Доња Саксонија у округу Регион Хановер. Град се налази на надморској висини од 50 метара. Површина општине износи 79,3 km². У самом граду је, према процјени из 2010. године, живјело 62.000 становника. Просјечна густина становништва износи 782 становника/km².

## Међународна сарадња
| Мјесто   | Држава               | Врста сарадње | Од    |
| -------- | -------------------- | ------------- | ----- |
| Родинг   | Данска               | партнерство   | 1969. |
|          | Русија               | партнерство   | 2000. |
| Ворксоп  | Уједињено Краљевство | партнерство   | 1977. |
|          | Француска            | партнерство   | 1966. |
| Скодборг | Данска               | партнерство   | 1969. |
| Извор    |                      |               |       |